# Traité de Bayonne (1866)
Pour les articles homonymes, voir Traité de Bayonne.
Le traité de Bayonne du 26 mai 1866, qui comprend 33 articles, est un traité entre la France et l'Espagne déterminant la frontière franco-espagnole entre le département des Pyrénées-Orientales et la province de Girone, depuis le Val d’Andorre jusqu’à la Méditerranée. 
Ce traité constitue un complément de ceux de 1856 et de 1862, qui précisent ainsi à eux trois le traité des Pyrénées de 1659, tant au niveau du tracé de la frontière que des dispositions des populations locales de part et d'autre de cette frontière. 
Il sera suivi d'un acte additionnel le 2 décembre 1866 encore en vigueur aujourd'hui.

## Contenu succinct
Introduction du traité : 

« Napoléon III, empereur des Français, et Isabelle II reine des Espagnes, désirant fixer d’une manière définitive la frontière de leurs États, ainsi que les droits, usages et privilèges appartenant aux populations limitrophes des deux pays, entre le département des Pyrénées-Orientales et la province de Girone, depuis le Val d’Andorre jusqu’à la Méditerranée, afin de compléter d’une mer à l'autre l’œuvre si heureusement commencée et poursuivie dans les traités de Bayonne des 2 décembre 1856 et 14 avril 1862, et pour consolider en même temps et à toujours l’ordre et les bonnes relations entre Français et Espagnols dans cette partie orientale des Pyrénées, de la même manière que sur le reste de la frontière, depuis l’embouchure de la Bidassoa jusqu’au Val d’Andorre, ont jugé nécessaire d’insérer dans un troisième et dernier Traité spécial, faisant suite aux deux premiers précités, les stipulations qui leur ont paru les plus propres à atteindre ce but.
Après avoir recherché, expliqué  et discuté tous les titres qui ont échappé à l’action destructive du temps, depuis l’origine séculaire des litiges à résoudre; après avoir recueilli le dire des intéressés et exploré les lieux, après s’être appliqué à établir et à concilier, avec toute l’équité possible, les droits et prétentions soutenus de part et d’autre, et prenant pour base l'article 42 corrigé du traité des Pyrénées et la convention de Llivia de 1660 qui en a été la conséquence sont convenus des articles suivant... »

33 articles suivent indiquant une délimitation précise.

## Acte additionnel
L’acte additionnel, comportant 22 articles, complète les traités signés à Bayonne les 2 décembre 1856, 14 avril 1862 et 26 mai 1866.

Cet acte additionnel a pour effet de réunir  dans un seul acte les dispositions applicables sur toute la frontière dans l’un et l’autre des pays et relatives à la conservation de l’abornement, aux troupeaux et pâturages, aux propriétés coupées par la frontière et à la jouissance des eaux et d’un usage commun, dispositions qui, à cause de leur caractère de généralité, réclament une place spéciale qu’elles ne pouvaient trouver dans les Traités de Bayonne les 2 décembre 1856, 14 avril 1862 et 26 mai 1866. Sont convenus des articles suivants...
22 articles suivent.